# Jonathan Lazare Alperin
Jonathan Lazare Alperin (1937) é um matemático estadunidense.
É reconhecido por seu trabalhos sobre teoria dos grupos.

## Publicações selecionadas
- Alperin, J. L. (1967), «Sylow intersections and fusion», Journal of Algebra, ISSN 0021-8693, 6: 222–241, doi:10.1016/0021-8693(67)90005-1, MR0215913
- Gorenstein, D.; Brauer, R.; Alperin, J. L. (1970), «Finite groups with quasi-dihedral and wreathed Sylow 2-subgroups.», Transactions of the American Mathematical Society, ISSN 0002-9947, 151: 1–261, doi:10.2307/1995627, MR0284499
- Alperin, J. L. (1986), Local representation theory, ISBN 978-0-521-30660-7; 978-0-521-44926-7 Verifique |isbn= (ajuda), Cambridge Studies in Advanced Mathematics, 11, Cambridge University Press, MR860771
- Alperin, J. L. (1987), «Weights for finite groups», The Arcata Conference on Representations of Finite Groups (Arcata, Calif., 1986), Proc. Sympos. Pure Math., 47, Providence, R.I.: Amer. Math. Soc., pp. 369–379, MR933373
- Alperin, J. L.; Bell, Rowen B. (1995), Groups and representations, ISBN 978-0-387-94525-5, Graduate Texts in Mathematics, 162, Berlin, New York: Springer-Verlag, MR1369573